# Kvark
Kvarki predstavljajo eno od družin delcev, manjših od atoma, za katere po vsem sodeč kaže, da so osnovni in nedeljivi gradniki snovi. Druga taka družina so leptoni. Delci, sestavljeni iz kvarkov, so hadroni; znana zgleda zanje sta proton in nevtron.
Kvarke so doslej našli le v skupinah po dva, tri in pet kvarkov. Vsi napori, da bi odkrili samostojne kvarke, ki potekajo od leta 1977 dalje, so bili do zdaj neuspešni. Kvarki se od leptonov razlikujejo po električnem naboju, ki ni mnogokratnik osnovnega naboja: medtem ko imajo leptoni, kot sta npr. elektron ali mion, naboj +1, 0 ali -1 osnovnega naboja, imajo kvarki naboj +2/3 ali -1/3 osnovnega naboja (antikvarki pa -2/3 ali +1/3). Vsi kvarki imajo spin 1/2.
Za zdaj poznamo šest kvarkov treh generacij (v teku je iskanje četrte generacije kvarkov).
| ime                            | simbol | naboj | ocenjena masa (MeV/c2) |
| ------------------------------ | ------ | ----- | ---------------------- |
| Gor (Up)                       | u      | +2/3  | 1,5-4,5 1              |
| Dol (Down)                     | d      | -1/3  | 5-8,5 1                |
| Čar (Charm)                    | c      | +2/3  | 1000-1400              |
| Čudnost (Strange)              | s      | -1/3  | 80-155                 |
| Vrh / Resnica (Top / Truth)    | t      | +2/3  | 174.300 ± 5.100        |
| Dno / Lepota (Bottom / Beauty) | b      | -1/3  | 4000-4500              |

1. Oceni mase kvarkov u in d sta do neke mere kontroverzni. V teku je več meritev njune mase. Po nekaterih rezultatih je mogoče tudi, da bi kvark u utegnil biti celo brez mase.

## Zgodovina
Kvarke sta v šestdesetih letih 20. stoletja kot teorijski koncept predlagala Murray Gell-Mann in George Zweig, ki sta uvidela, da bi se lastnosti vse večjega števila odkritih delcev, manjših od atoma, dalo pojasniti s tem, da so ti delci sestavljeni iz po treh manjših osnovnih delcev, ki jih je poimenoval kvark. Ime kvark je pobrano iz fraze »three quarks for Muster Mark« iz dela Finneganova sedmina (Finnegans Wake) irskega pisatelja Jamesa Joycea.